# Distimia
La distimia (en griego: dys «anormal» y thymós «humor»), llamada también trastorno distímico y trastorno depresivo persistente, es un trastorno del estado de ánimo crónico con características similares pero menos severas que las del trastorno depresivo mayor. En comparación con este último, los episodios depresivos mayores del trastorno distímico son más espaciados, menos intensos y más persistentes.
La causa de la distimia es multifactorial. Su origen apunta a una causa orgánica, activada por factores psicosociales como el estrés, el desarraigo, el acoso moral, la falta de estímulos y premios en la infancia,  personalidades autoexigentes y perfeccionistas.
Dicho término fue empleado a finales de los años 70 por el psiquiatra Robert Spitzer en sustitución de los conceptos «depresión neurótica» y «personalidad depresiva», utilizados hasta entonces.
Un nuevo cambio en la quinta edición del Manual diagnóstico y estadístico de los trastornos mentales (DSM-5) es la modificación categórica de la distimia, cuyo nombre ha sido reemplazado por el de trastorno depresivo persistente.

## Epidemiología
La distimia se presenta en el 5-6% de la población general. Es más frecuente en mujeres menores a 64 años en comparación con los hombres de cualquier edad. Otros grupos poblacionales donde es común son los solteros, jóvenes y personas con bajos ingresos. Por otra parte, puede ser diagnóstico comórbido de otras enfermedades mentales como el trastorno depresivo mayor, los trastornos de ansiedad (especialmente el de pánico), el abuso de sustancias y el trastorno límite de la personalidad. Un estudio publicado en 2012 encontró que, a nivel mundial, la prevalencia anual de distimia sobrepasa los 105 millones de personas (alrededor de 1,53% de la población mundial) y es ligeramente más común en mujeres (1,81%) que en hombres (1,26%).
Sin embargo, Hasin, Fenton y Weissman (2011) aclaran que se sabe más de la depresión mayor que de la distimia. También detallan que diversos estudios reportan tasas diferentes entre hombres y mujeres, con un riesgo incrementado para estas últimas. En América Latina y el Caribe, este es uno de los trastornos que afectan a la mayor cantidad de adultos, junto con el trastorno de ansiedad generalizada, el trastorno depresivo mayor y el abuso o dependencia alcohólicos.

## Cuadro clínico
El principal síntoma es el estado de ánimo distímico persistente casi todos los días a lo largo de al menos dos años. Un año en niños y adolescentes. 
Otros síntomas pueden ser:
- Trastornos alimentarios: inapetencia o ingesta compulsiva.
- Trastornos del sueño: insomnio o hipersomnia.
- Sensación de déficit de energía vital, cansancio injustificado, fatiga continua.
- Trastornos de la memoria y la capacidad de concentración.
- Baja autoestima, sentimiento de incapacidad, sentimiento de desesperanza, pesimismo.
- Incapacidad para la toma de decisiones.

## Diagnóstico
El diagnóstico viene dado por la existencia del síntoma principal y alguno de los secundarios de forma persistente y estable, si bien los pacientes pueden experimentar variaciones a lo largo del tiempo en la intensidad de la sintomatología.

### Criterios diagnósticos
La Clasificación Internacional de Enfermedades (CIE-10) considera la distimia como una de las formas de los «trastornos del humor [afectivos] persistentes» y señala que se trata de una «depresión crónica del humor» persistente durante varios años y que no es lo «suficientemente grave», o que sus episodios individuales no se prolongan lo suficiente, como para «justificar el diagnóstico» de formas leves, moderadas o graves del «trastorno depresivo recurrente». Por su parte, el Manual diagnóstico y estadístico de los trastornos mentales (DSM-V) lo denomina «trastorno depresivo persistente» e indica que es una «consolidación» de los trastornos depresivo mayor crónico y distímico descritos en la edición previa de la obra.
Criterios del DSM-V:
- A: Estado depresivo presente gran parte del día, la mayoría de los días, por al menos dos años. Un año en niños y adolescentes, quienes pueden presentar en su lugar un estado de ánimo irritable.

- B: Junto con lo anterior se presentan dos o más de los siguientes síntomas:
  - Cambios en el apetito (aumento o reducción)
  - insomnio o hipersomnio
  - Falta de energía o fatiga
  - Baja autoestima
  - Dificultad para concentrarse o tomar decisiones
  - Sentimientos de desesperanza.

- C: De presentarse, los períodos libres de los síntomas de los criterios A y B no sobrepasan los dos meses seguidos.

- D: Los criterios para un trastorno depresivo mayor pueden estar continuamente presentes durante dos años (un año en niños y adolescentes).

- E: Ausencia de episodios maníacos o hipomaníacos y nunca se ha cumplido con los criterios para la ciclotimia.

- F: La alteración no se explica mejor por otros trastornos, como el esquizoafectivo persistente, el delirante, la esquizofrenia o cualquier otro de su espectro.

- G: La sintomatología no se puede atribuir al abuso de sustancias (ej., una droga o medicamento) u otra condición médica (ej., hipotiroidismo).

- H: Los síntomas causan angustia e impedimentos en al menos un área del funcionamiento.

Nota: Los criterios para un episodio de depresión mayor incluyen cuatro síntomas que no están en la lista del trastorno depresivo persistente (distimia), solo un número muy limitado de sujetos cumplirá con los síntomas depresivos que han persistido durante más de dos años, sin cumplir los criterios para la distimia. Si durante el episodio actual se llegan a cumplir todos los criterios para un episodio de depresión mayor, se hará el diagnóstico como tal. De no ser así, se justifica con un diagnóstico de otro trastorno depresivo depresivo especificado o de un trastorno depresivo no especificado.

## Tratamiento
El tratamiento más eficaz es la asociación de fármacos antidepresivos inhibidores de la recaptación de serotonina con las psicoterapias conductuales, cognitivas, interpersonales y de grupo.
Sin tratamiento, lo habitual es que la distimia evolucione a una depresión mayor, llamada «depresión doble».

### Medicamentos
Si el medicamento se considera necesario, los antidepresivos prescritos más comúnmente para este trastorno son los inhibidores selectivos de la recaptación de serotonina (ISRS); es decir, entre otros: fluoxetina (Prozac), sertralina (Zoloft), escitalopram (Lexapro), paroxetina (Paxil), y citalopram (Celexa). Otros antidepresivos que pueden ser utilizados incluyen nuevos agentes de acción doble, como bupropion (Wellbutrin), venlafaxina (Effexor), mirtazapina (Remeron, Avanza), desvenlafaxina (Pristiq) y duloxetina (Cymbalta).
A veces dos medicamentos antidepresivos diferentes son prescritos en conjunto, o un médico puede prescribir un estabilizador del estado de ánimo o medicamento ansiolítico en combinación con un antidepresivo.

### Efectos secundarios de los medicamentos
Algunos efectos secundarios para los SSRIs son: disfunción sexual, náusea, diarrea, somnolencia o insomnio, pérdida de memoria a corto plazo y temores. Los medicamentos antidepresivos pueden causar suicidio y agresión en algunos casos, en particular, en niños y adolescentes. Algunos antidepresivos son ineficaces en algunos pacientes. Los antidepresivos más antiguos, como antidepresivos tricíclicos o IMAO pueden ser usados en estos casos. Los antidepresivos tricíclicos son más eficaces, pero tienen peores efectos secundarios. Los efectos secundarios de los antidepresivos tricíclicos son "aumento de peso, sequedad de boca, visión borrosa, disfunción sexual, y presión arterial baja".

## Pronóstico
La distimia es una patología que dura años. Son pocas las personas que se recuperan completamente. Lo habitual es que el tratamiento, sin resolverlo completamente, mejore significativamente el cuadro clínico, precisando el mantenimiento de la terapia de modo crónico.